# Dig In
«Dig In» es una canción del artista estadounidense Lenny Kravitz. Fue lanzado como primer sencillo de su sexto álbum de estudio titulado simplemente Lenny.
En Europa, el sencillo entró en varias listas, incluidas las de Italia y España, llegando al top 10 en estas regiones. Recibió el  premio Grammy a la mejor interpretación vocal de rock masculina en 2002.

## Posicionamiento
| Lista                   | Posición |
| ----------------------- | -------- |
| Mainstream Rock         | 11       |
| Modern Rock Tracks      | 13       |
| Billboard Hot 100       | 31       |
| Top 40 Mainstream       | 17       |
| Top 40 Tracks           | 20       |
| Top 40 Adult Recurrents | 16       |
| Suiza                   | 58       |
| Suecia                  | 48       |
| España                  | 9        |
| Nueva Zelanda           | 48       |
| Austria                 | 64       |
| Países Bajos            | 72       |
| Bélgica                 | 17       |
| Italia                  | 8        |